# Вернер Гаас
Вернер Гаас (нім. Werner Haas; 30 травня 1927, Аугсбург — 13 листопада 1956) — німецький мотогонщик, триразовий чемпіон світу з шосейно-кільцевих мотогонок серії MotoGP, перший гонщик, який виграв чемпіонати у двох різних класах протягом одного сезону. Найкращий спортсмен Німеччини 1953 року. Трагічно загинув в авіакатастрофі.

## Біографія
Вернер Гаас народився в сім'ї поштаря. Він пройшов курс автомеханіка в автопарку колишньої імперської поштової служби (Reichspost). У 1945 році Вернер тимчасово працював у американських збройних силах.
Гаас розпочав свого кар'єру з виступів на старенькому мотоциклі NSU 500 SS (NSU Bullus). Дилер компанії «Ardie» в Аугсбурзі Відеманн (нім. Wiedemann) підтримав молодого гонщика, надавши йому мотоцикл виробництва «Ardie» та влаштувавши його на роботу тест-пілотом.
У 1952 році Гаас виступав у класі 125cc на саморобному мотоциклі з двигуном виробництва «Puch-Werke». У липні 1952 року, напередодні Гран-Прі Західної Німеччини, заводські гонщики команди «NSU» Роберто Коломбо і Карл Хофман травмувались під час тренувань, і Вернеру ввечері перед гонкою запропонували виступити за «NSU» в гонці класу 125cc. Гаас сповна скористався наданим шансом, вигравши гонку, здобувши міжнародну популярність.
Для нього це був прорив, і на сезон 1953 року він отримав контракт із командою «NSU». Гаас став дворазовим чемпіоном світу в класах 125сс та 250сс, що дозволило команді тріумфувати у заліку виробників у цих класах. За підсумками сезону Вернер був визнаний найкращим німецьким спортсменом року (разом із велогонщиком Густавом-Адольфом Шуром).
1954-ий був сезоном найбільшого тріумфу NSU: на Гран-Прі острова Мен австрійський гонщик Руперт Холлаус виграв гонку в класі 125сс, а Вернер Гаас був першим в категорії 250сс. У цьому році Вернер виграв свій третій чемпіонат світу (у класі 250сс), заодно вигравши німецький етап у класах 125сс та 250сс. Але гоночний сезон мав трагічний кінець для команди NSU: Руперт Холлаус загинув в результаті нещасного випадку під час практики на останній гонці сезону в Монці. Холлаус був посмертно нагороджений титулом чемпіона світу 1954 року в класі 125сс. У кінці сезону, після 24 перемог у 24 гонках, NSU відмовилися від офіційних змагань як виробник, компанію могли представляти лише гонщики на особистих байках.
Після припинення виступів NSU, свою кар'єру закінчив і Вернер Гаас. 13 листопада 1956 він загинув у авіакатастрофі, що сталася поблизу Нойбурга-на-Дунаї, розбившись на одномісному літаку типу «Jodel Bebe».
Вернер Гаас був першим німецьким чемпіоном світу з шосейно-кільцевих мотоперегонів, завоювавши 3 світових титули та вигравши 11 гонок Гран-Прі. Дорога з міста Аугсбурга була названа на честь гонщика невдовзі після його передчасної смерті.

## Статистика виступів

### MotoGP

#### У розрізі сезонів
| Сезон  | Клас   | Мотоцикл | Гонки | Пер | Под | НК | Очки | Місце |
| ------ | ------ | -------- | ----- | --- | --- | -- | ---- | ----- |
| 1952   | 125cc  | NSU      | 1     | 1   | 1   | 1  | 8    | 6     |
| 1952   | 250cc  | NSU      | 1     | 0   | 1   | 1  | 6    | 7     |
| 1953   | 125cc  | NSU      | 5     | 3   | 5   | 4  | 30   | 1     |
| 1953   | 250cc  | NSU      | 6     | 2   | 5   | 2  | 28   | 1     |
| 1954   | 125cc  | NSU      | 3     | 0   | 1   | 0  | 11   | 5     |
| 1954   | 250cc  | NSU      | 5     | 5   | 5   | 3  | 32   | 1     |
| Всього | Всього | Всього   | 21    | 11  | 18  | 11 | 115  |       |